# Anubis umtaliensis
Anubis umtaliensis är en skalbaggsart som beskrevs av Schmidt 1922. Anubis umtaliensis ingår i släktet Anubis och familjen långhorningar.
Artens utbredningsområde är:
- Botswana.
- Zimbabwe.

Inga underarter finns listade i Catalogue of Life.